# Denkschriften der Koeniglich-Baierischen Botanischen Gesellschaft in Regensburg
Denkschriften der Koeniglich-Baierischen Botanischen Gesellschaft in Regensburg (abreviado Denkschr. Königl.-Baier. Bot. Ges. Regensburg) fue una revista ilustrada con descripciones botánicas que fue editada en Ratisbona (Alemania). Se publicaron 6 números en los años 1815-1890. Fue reemplazada por Denkschriften der Kgl. Botanischen Gesellschaft in Regensburg